# Cima delle Roccate
La cima delle Roccate (2476 m s.l.m.) è un monte delle Alpi Liguri nella sottosezione delle Alpi del Marguareis.

## Caratteristiche

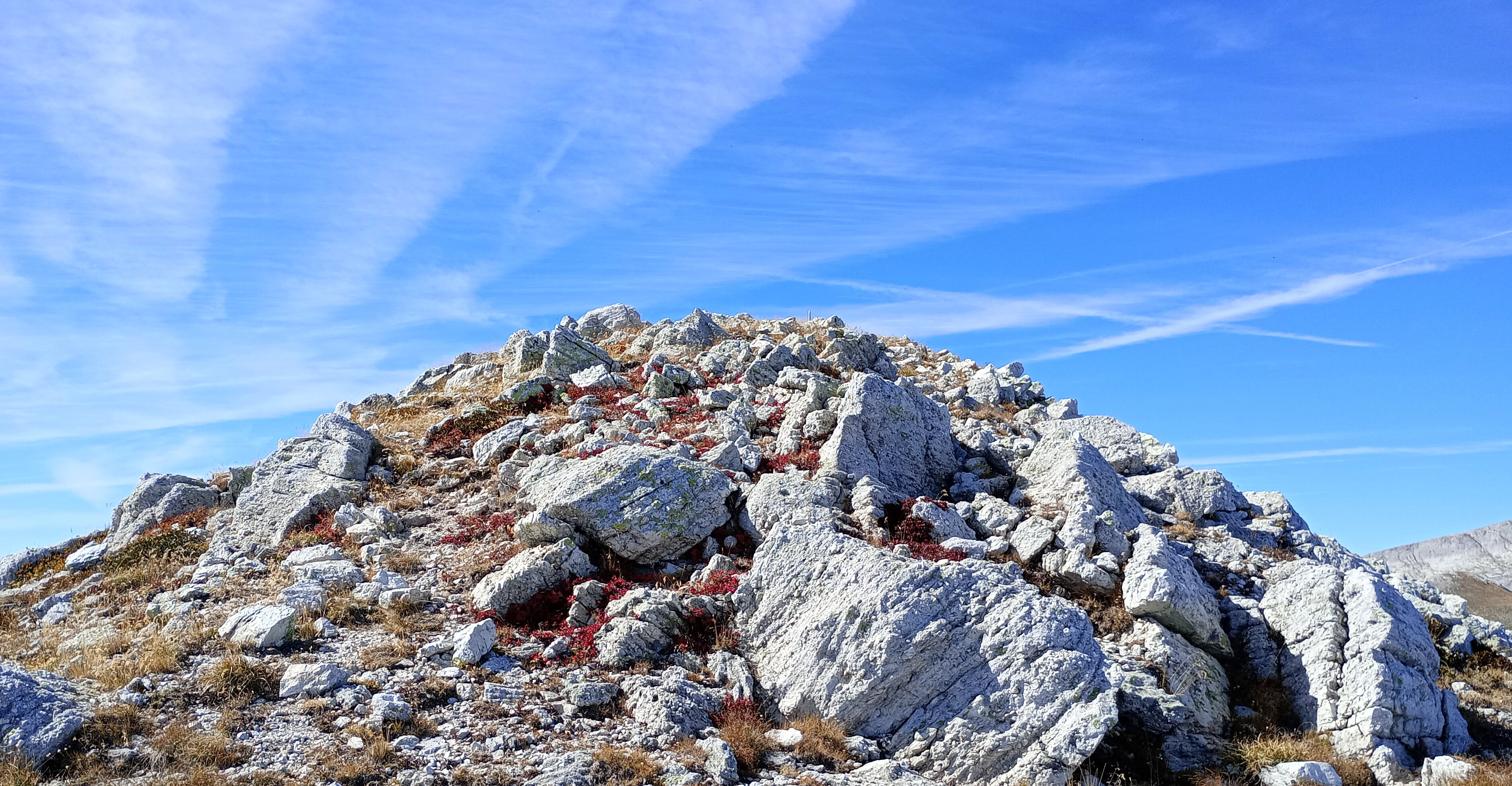
Le rocce calcaree della cupola sommitale

La montagna fa parte dello spartiacque tra Val Corsaglia (a nord) e alta Val Tanaro. Verso ovest il Bocchin del Bianco (2380 m) la separa dal Bric di Conoia, mentre ad est lo spartiacque procede con il colle Rocchette (2308 m) e risale al Pizzo d'Ormea. Poco a nord della CIma delle Roccate si trova il piccolo Lago Revelli, dal quale nasce il principale ramo sorgentizio del torrente Corsaglia. Il punto culminante del monte è segnalato da un ometto in pietrame. La prominenza topografica è di 96 m.

## Salita alla vetta

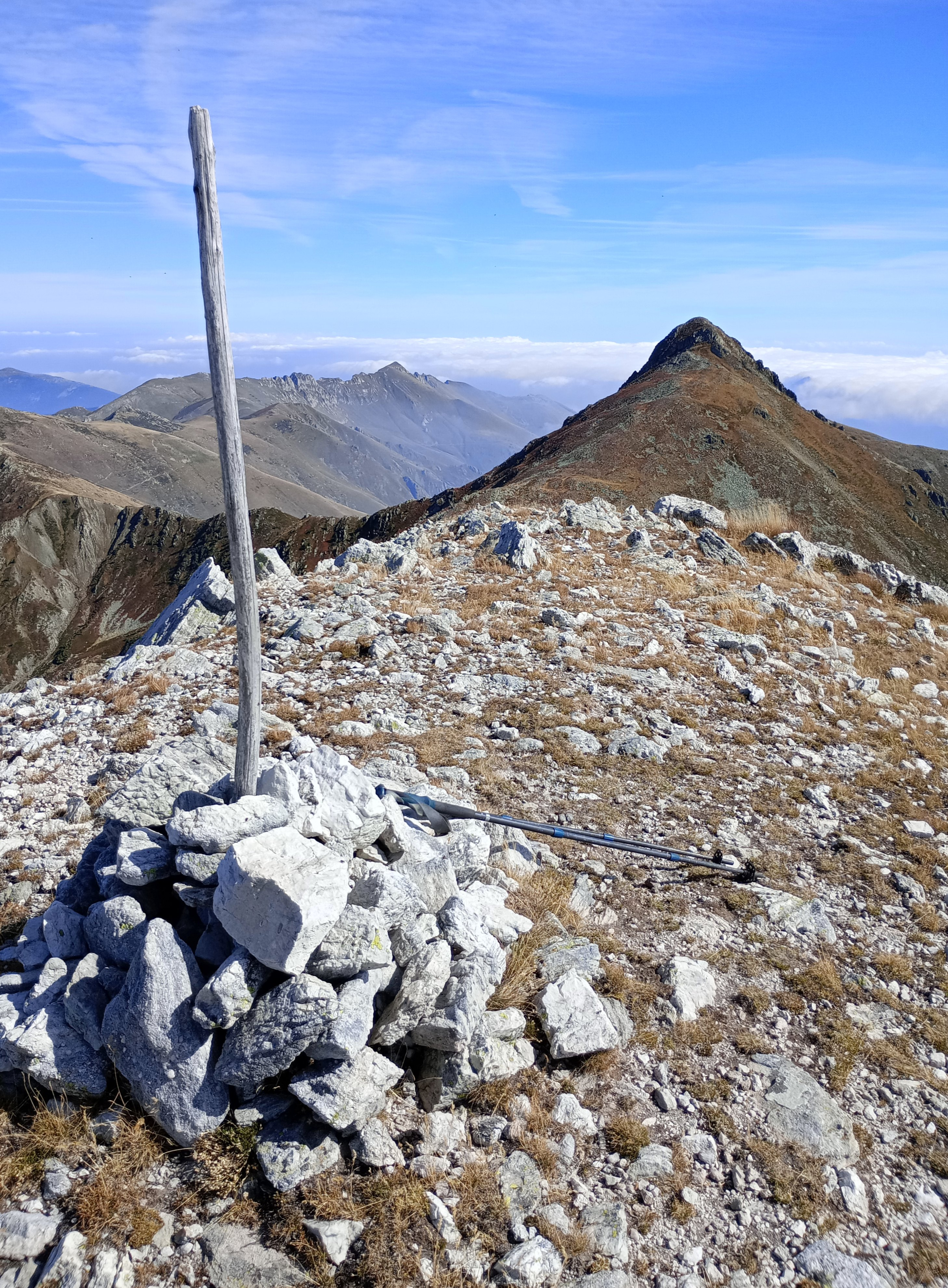
La sommità della montagna; sullo sfondo il Pizzo d'Ormea e, in lontananza, il monte Antoroto

### Accesso estivo
La via più semplice per raggiungere la cima è quella che sale per lo spartiacque Tanaro/Corsaglia a partire dal Colle Rocchette, che è a sua volta raggiungibile dal bivacco Caravero (situato nei pressi del Lago Revelli) oppure, da sud, partendo da Quarzina o da Viozene.

### Accesso invernale
La Cima delle Roccate è meta di alcuni percorsi scialpinistici, che partono da località diverse; in particolare la si può raggiungere da Bossea; può essere accoppiata alla salita al Pizzo d'Ormea.

## Punti di appoggio
- Bivacco Franco Cavarero, in val Corsaglia.

### Cartografia
- Cartografia ufficiale italiana in scala 1:25.000 e 1:100.000, Istituto Geografico Militare.
- Carta dei sentieri e stradale scala 1:25.000 n. 16 Val Vermenagna, Valle Pesio, Alta Valle Ellero, Ciriè, Fraternali editore.
- Carta in scala 1:50.000 n. 8 Alpi Marittime e Liguri, Torino, Istituto Geografico Centrale.

Panorama

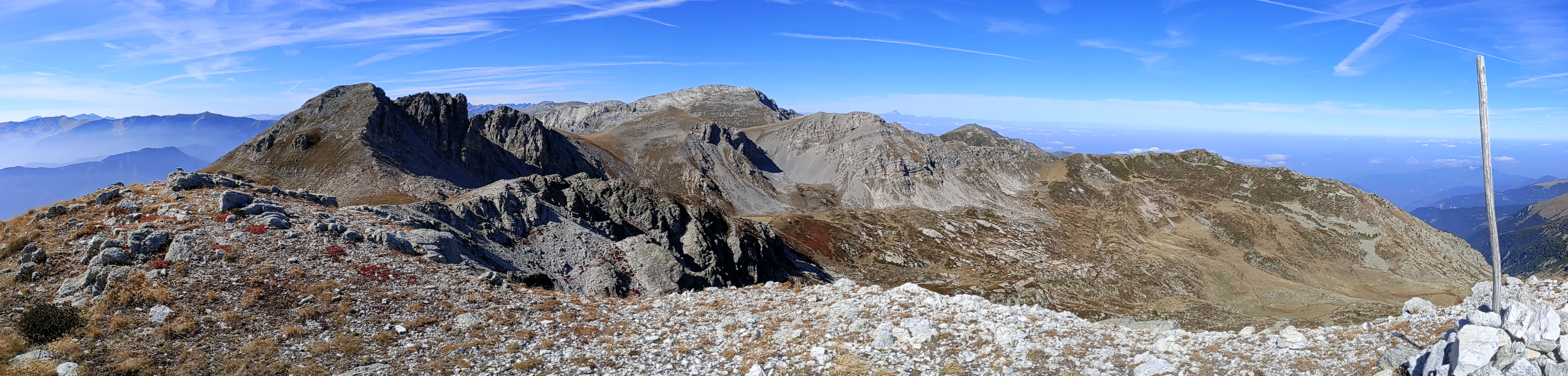
Vista verso nord-ovest, a sinistra il Bric Conoia, al centro il Mongioie
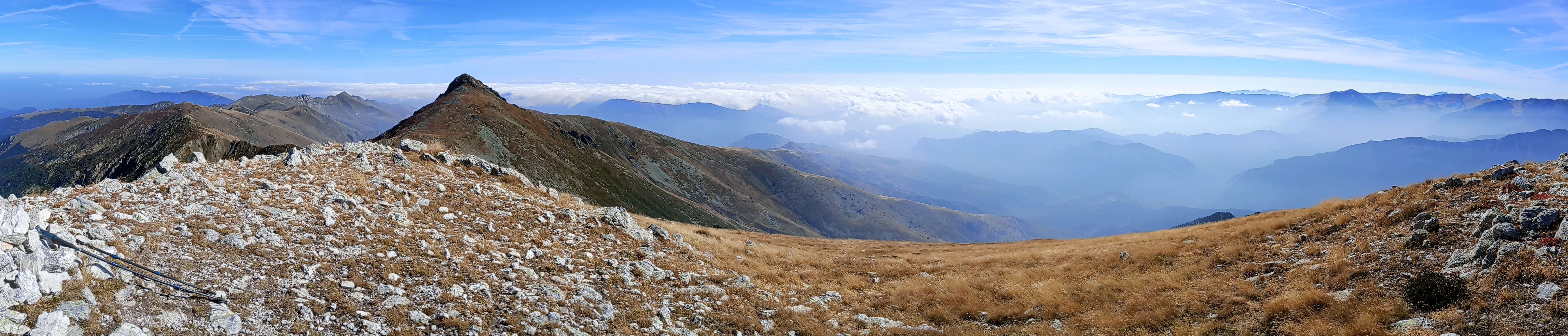
Vista verso sud-est, con il Pizzo d'Ormea